# Steffen John (Politiker)

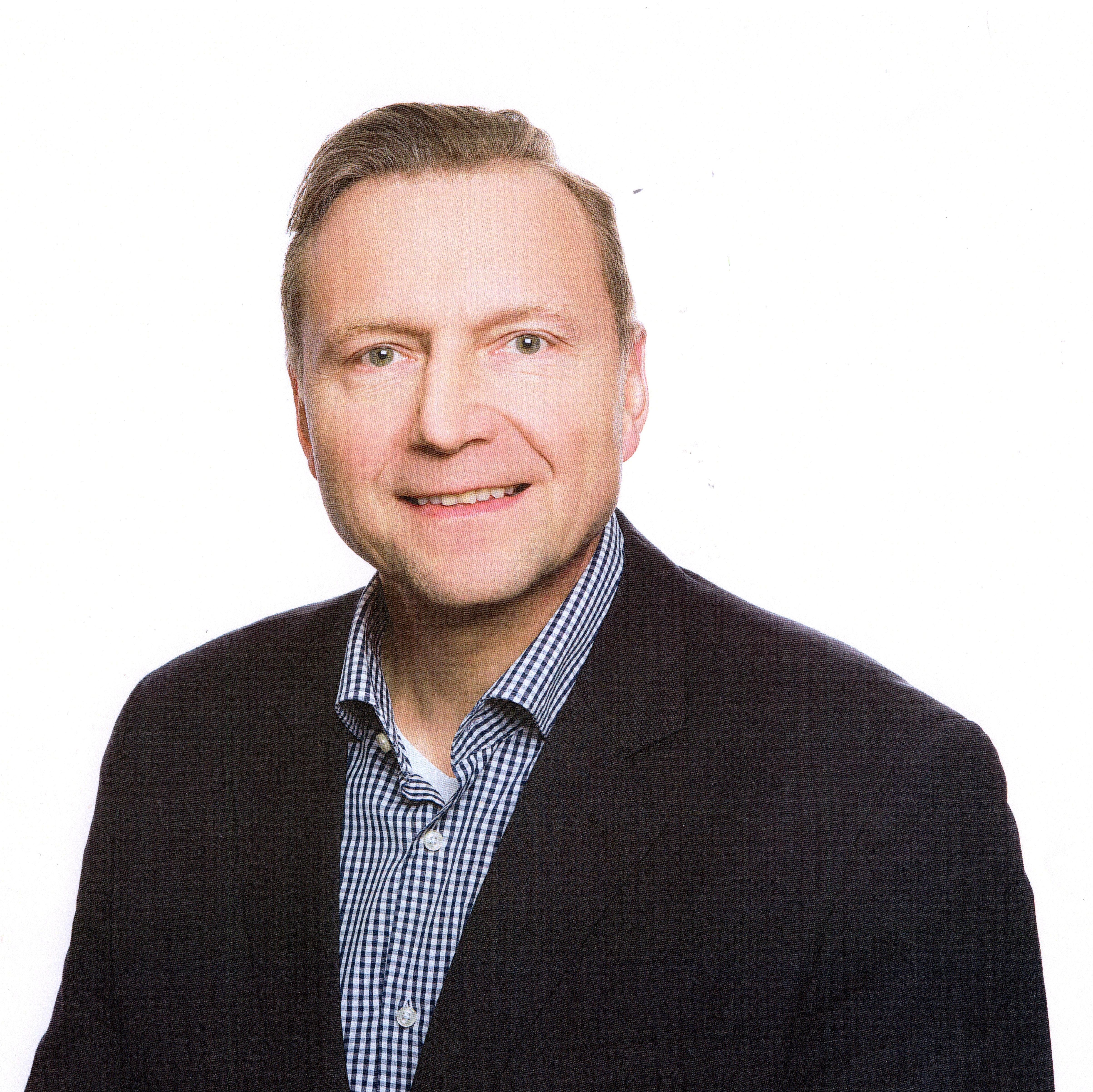
Steffen John 2020

Steffen John (* 1964 in Berlin) ist ein rechtsextremer deutscher Politiker (AfD). Er ist seit 2019 Mitglied im Landtag Brandenburg.

## Leben und Beruf
John war von 1980 bis 1982 Techniker für Büromaschinen und Datenverarbeitungssysteme, 1990 bis 1999 Geschäftsführer der Transprint Bürosysteme GmbH, 1999 bis 2001 Verkaufsleiter bei einem internationalen Büromaschinenhersteller, 2001 bis 2017 Betreiber eines Sportstudios und 2002 bis 2003 Fachwirt im Finanz- und Rechnungswesen.
Von Januar bis Mai 2018 war er Referent der AfD-Fraktion im Landtag Brandenburg und von Juni bis November 2019 Referent für den AfD-Bundestagsabgeordneten Jörn König.
John wohnt in Barnim, ist verheiratet und hat drei Kinder.

## Politik
John war von 1987 bis 1988 Mitglied der SED. 
Im Februar 2014 schloss er sich der Alternative für Deutschland (AfD) an. Seit Mai 2019 ist John Mitglied im Kreistag Barnim. Bei der Landtagswahl in Brandenburg 2019 wurde John über das Direktmandat im Landtagswahlkreis Barnim III in den Landtag gewählt. Bei der Landtagswahl 2024 zog er über das Direktmandat im Landtagswahlkreis Barnim II erneut in den Landtag ein. Er ist wirtschaftspolitischer Sprecher seiner Fraktion. 